# Jonathan Jones
Jonathan Jones (Carrollton, 20 settembre 1994) è un giocatore di football americano statunitense che milita nel ruolo di cornerback per i New England Patriots della National Football League (NFL).

## Carriera universitaria
Al college Jones giocò a football per gli Auburn Tigers a partire dalla stagione 2012. Nell'agosto del 2013 si ruppe la caviglia, riuscendo a disputare solamente a cinque gare. Sia nel 2014 che nel 2015 riuscì a guadagnarsi la nomina a membro della seconda formazione ideale della SEC. Nel complesso della sua carriera universitaria con i Tigers, Jones mise a segno 129 tackle e 7 intercetti.

## Carriera professionistica
Nonostante per Jones fosse stata pronosticata una scelta al quarto o al quinto turno del draft, non venne scelto da nessuna squadra: probabilmente la motivazione della sua mancata scelta fu dovuto alla sua altezza relativamente bassa che fece passare in secondo piano le sue ottime prestazione nella NFL Scouting Combine (in particolare nello scatto sulle 40 iarde e alla panca). In seguito Jones firmò con i New England Patriots e grazie al suo impegno nel ritiro prestagionale e nelle gare di pre-stagione riuscì a guadagnarsi il posto da corneback nella squadra, venendo preferito a Cre'Von LeBlanc e a Darryl Roberts.
Il debutto in una gara ufficiale di Jones avvenne durante la prima partita di stagione contro gli Arizona Cardinals, in cui mise a segno un tackle.
Durante la gara di settimana 14 contro i Baltimore Ravens Jones riuscì a fermare un punt avversario, fermando l'attacco dei Ravens sulla linea di una yard. Nella giocata successiva il defensive tackle Malcom Brown placcò Keeneth Dixon, il running back dei Ravens, guadagnando una safety. La stagione 2016 di Jones si concluse con la vittoria dei Patriots del Super Bowl LI.
Nella stagione 2017 Jones prese parte a tutte le 16 gare di stagione regolare in veste di quarta scelta per il posto di nickelback e come membro delle squadre speciali. Tra le azioni degne di nota si segnala quella di settimana 8, contro i Los Angeles Chargers, in cui Jones riuscì ad intercettare un passaggio di Philip Rivers nei secondi finali della partita (vinta a 27 a 13).
La stagione 2017 di Jones si concluse a causa di un infortunio alla caviglia durante le gare dei playoff, in seguito al quale il 17 gennaio 2018 fu inserito nella lista degli infortunati.
Alla fine della stagione 2018 Jones partì come titolare nel Super Bowl LIII vinto contro i Los Angeles Rams per 13-3, conquistando il suo secondo anello.

## Palmarès
- Super Bowl : 1

New England Patriots: LI, LIII
- American Football Conference Championship: 3

New England Patriots: 2016, 2017, 2018